# Mick Grant
Mick Grant (* 10. Juli 1944 in Middlestown, Yorkshire) ist ein ehemaliger britischer Motorradrennfahrer. Er fuhr überwiegend Straßenrennen.

## Karriere
Grant wuchs als Sohn eines Bergarbeiters auf. Er begann nach eigenen Angaben im Alter von elf Jahren mit dem Motorradfahren. Da es ihm an Geld für Treibstoff mangelte, pumpte er diesen nachts aus parkenden Autos ab.
Ende der 1960er begann er mit dem professionellen Rennsport auf Triumph. Grant nahm sporadisch an der Motorrad-Weltmeisterschaft teil und konnte 1977 in der Viertelliterklasse zwei Grand-Prix-Siege und Rang acht in der Gesamtwertung einfahren. Seine größten Erfolge konnte er jedoch bei Straßenrennen verbuchen. 1972 siegte er beim Thruxton 500 für Norton. In der ewigen Bestenliste der Isle of Man TT rangiert er mit sieben Siegen auf Platz neun. Sein erfolgreichstes Jahr 1977 bestritt er auf Kawasaki. Neben Straßenrennen fuhr er bis zu seinem Rückzug aus dem aktiven Rennsport 1985 auch im nationalen Superstock-Cup. Mick Grant blieb dem Motorradsport als Manager von Jamie Whitham, Steve Plater, Craig Jones und Chris Vermeulen verbunden. 2010 veröffentlichte er seine Biographie „Takin' the Mick“. 2014 gab Norton bekannt, Grant für ihr Rennteam engagiert zu haben.

## Siegestatistik
| Jahr | Klasse             | Maschine | Rennen                    |
| ---- | ------------------ | -------- | ------------------------- |
| 1974 | Production 1000    | Triumph  | Isle of Man TT            |
| 1975 | Senior             | Kawasaki | Isle of Man TT            |
| 1975 | 500 cm³            | Kawasaki | North West 200            |
| 1975 | 750 cm³            | Kawasaki | North West 200            |
| 1977 | Classic            | Kawasaki | Isle of Man TT            |
| 1977 | 750 cm³            | Kawasaki | North West 200            |
| 1977 | 750 cm³            | Kawasaki | Macau Grand Prix          |
| 1977 | 250 cm³            | Kawasaki | Dutch TT                  |
| 1977 | 250 cm³            | Kawasaki | Großer Preis von Schweden |
| 1978 | Classic            | Kawasaki | Isle of Man TT            |
| 1980 | TT-F1              | Honda    | Isle of Man TT            |
| 1975 | 500 cm³            | Suzuki   | North West 200            |
| 1981 | Senior             | Suzuki   | Isle of Man TT            |
| 1975 | Superbike Rennen 2 | Suzuki   | North West 200            |
| 1985 | Production B       | Suzuki   | Isle of Man TT            |

## Verweise